# Eva Elouga
Eva Brooklyn Elouga, née le 14 octobre 1999, est une joueuse internationale française de volley-ball évoluant au poste de centrale au Pays d'Aix Venelles, en Ligue A.

## Biographie

### Jeunesse et formation
Francilienne, originaire de Limeil-Brévannes (Val-de-Marne), elle découvre le volley-ball sur le tard, à ses 14 ans, après avoir surtout pratiqué la natation. Elle déclare : « C’est mon prof de sport au collège, à Boissy-Saint-Léger, qui m’a incitée à faire du volley par rapport à mon physique, il pensait que j’avais le bon profil ». À compter de cette période, elle met peu de temps à afficher de belles prédispositions pour son nouveau sport, puisqu’elle parvient à intégrer, au bout de trois mois seulement, le Pôle Espoirs de Châtenay-Malabry, puis deux ans plus tard l’Institut fédéral de volley-ball (I.F.V.B) de Toulouse où elle est positionnée au rôle de centrale en raison de son gabarit longiligne.  

### Carrière en club
Eva Elouga fait ses débuts dans le monde professionnel lors de la saison 2018-2019 au sein de l’équipe de l’I.F.V.B qui, pour la première fois, évolue en Ligue A. Au cours de cette première année, elle se blesse gravement au genou (rupture du ligament croisé) et se retrouve stoppée dans sa progression pendant un an. En 2020, elle s'engage avec le Quimper Volley 29, club évoluant dans le Championnat Élite (2e division nationale),. En 2021, elle signe un contrat portant sur deux saisons avec le VBC Chamalières, dans un but de poursuivre sa progression et retrouve la 1re division,.

### En sélection nationale
Moins de quatre ans après ses débuts dans le volley-ball, elle se retrouve à l’été 2017 intégrée au groupe France sénior, avant d’honorer un an plus tard sa première sélection lors de la Ligue européenne en Hongrie, sans avoir disputé auparavant le moindre match en professionnel. En 2021, elle figure dans la liste des 14 joueuses retenues  par le sélectionneur Émile Rousseaux pour l'Euro 2021 où elle vit, à 21 ans, sa première expérience dans une grande compétition internationale. Au cours du tournoi, la sélection réalise l'exploit d'atteindre les quarts de finale, constituant une première depuis 2013.

## Clubs
- France Avenir 2024 (2018–2020)
- Quimper Volley 29 (2020–2021)
- VBC Chamalières (2021–2023)
- VC Marcq-en-Barœul (2023–2024)
- Pays d'Aix Venelles (2024–)

## Palmarès

### En sélection nationale
- Challenger Cup (1) : 
  -  Vainqueur en 2023.

- Ligue européenne (1) : 
  -  Vainqueur en 2022.

- Tournoi de France (amical) : 
  - Finaliste en 2022.

### En club
Néant